# 흰다리새우
흰다리새우는 십각목 보리새우과의 한 종류이다.

## 설명
흰다리새우의 최대 몸길이는 230mm이며 갑각은 90mm이다. 성체는 수심 72m, 새끼는 어귀에서 산다.